# Cercyon obsoletus
Cercyon obsoletus är en skalbaggsart som först beskrevs av Leonard Gyllenhaal 1808.  Cercyon obsoletus ingår i släktet Cercyon, och familjen palpbaggar. Enligt den finländska rödlistan är arten akut hotad i Finland. Arten är reproducerande i Sverige. Artens livsmiljö är torra gräsmarker.